# Мост Рамы IX
Мост Рамы IX (тайск. สะพานพระราม 9) — автомобильный вантовый мост  через реку Чаупхрая, соединяющий  районы Яннава и  Ратбурана Бангкока. Первый вантовый мост в Таиланде и один из крупнейших вантовых мостов мира.

## Название
Мост был назван в честь короля Таиланда Рамы IX. Дата открытия моста была приурочена к его 60-летию.  

## История
Мост   спроектировал известный немецкий инженер Хельмут Хомберг. Из-за интенсивного судоходства был выбран вариант вантового моста. 
Строительство моста началось 1 октября 1984 года. В строительстве принимали участие компании Hitachi Zosen Inc. и BTS Drahtseile GmbH
5 декабря 1987 года в 6 часов утра мост был торжественно открыт королём Пхумипоном Адульядетом. Стоимость строительства моста составила 1,4 миллиарда  батов.

## Конструкция
Мост через реку Чаупхрая — вантовый двупилонный с главным пролетом 450 м. 
На мосту 6 полос для автомобильного движения и 2 тротуара. Общая ширина моста составляет 33 м. Общая длина моста — 781,2 м, высота свода над водой — 41 м.
Пилоны стальные, опираются на железобетонные промежуточные опоры. Внутри пилонов имеются лестницы и лифты для обслуживающего персонала. Размеры пилона у основания — 3 х 4,5 м, на высоте 87 м — 2,5 х 3 м. Промежуточные опоры железобетонные, на свайном ростверке. Железобетонные сваи диаметром 2 м имеют длину 30-35 м. 
Ванты моста расположены в одной вертикальной плоскости и закрепляются в средней полости коробки. ванты крепятся к балке пролетного строения через каждые 11 м. Канаты вант моста из параллельных проволок заключены в полиэтиленовые трубки диаметром 121 - 167 мм .
Балка жесткости сварной коробчатой конструкции с ортотропной плитой проезжей части . Высота коробчатого сечения балки жесткости составляет 4 м.
Первоначально  цвет моста был черно-белый (белый пилон и черные ванты). В 2006 году  мост стал полностью желтым – по цвету королевского дома Таиланда.